# 湯素蘭
湯 素蘭（とう そらん、1965年1月 - ）は、中華人民共和国の児童文学作家。代表作に小説『故宮里的大怪獣』。

## 略歴
1965年1月、湖南省寧郷市青山橋鎮に生まれた。
1985年、湖南師範大学を卒業した。
1986年に執筆活動を開始した。
1988年9月に浙江大学に入学し、1991年7月に卒業。
1999年に中国作家協会に加入し会員となった。
郴州地区商業学校教員、湖南少年児童出版社編輯、『少年作文輔導』雜誌主編、湖南師範大学文学院教授を歴任。
2011年6月に湖南省作家協会第7期副主席に選ばれた。
2012年5月に民進湖南省第7期委員会副主任委員に選ばれた。
2013年6月の湖南省文学芸術界連合会第9回代表大会で、湖北省文聯副主席に選出された。
2017年5月に民進湖南省第8期委員会副主任委員に選ばれた。
2018年01月湖南省政協副秘書長に任命される。

## 著書

### 童話
- 『小朵朵和大魔法師』
- 『小朵朵与半个巫婆』
- 『尋找快樂島』
- 『閣樓精靈』
- 『送螢火蟲回家』
- 『大嘴巴小鬼』
- 『小朵朵和超級保姆』
- 『笨狼和他的爸爸媽媽』
- 『笨狼的学校生活』
- 『笨狼旅行記』
- 『笨狼的故事』
- 『小巫婆真美麗』
- 『住在摩天大楼頂層的馬』
- 『小兔子和他的朋友們』
- 『女孩和梔子花』
- 『奇跡花園』
- 『故宮里的大怪獣』

### 中篇小説
- 『張牙舞日記』
- 『開心果甄帥』
- 『超級天才呆頭熊』
- 『黒色山戀』

### 散文
- 『野雨』
- 『夢之音』
- 『難以訴説』